# محاصره پورت آرتور
محاصره پورت آرتور (به ژاپنی: 旅順攻囲戦 ؛ به روسی:Оборона Порт-Артура ، ۱ اوت ۱۹۰۴-۲ ژانویه ۱۹۰۵ میلادی) طولانی‌ترین و خشونت‌بارترین نبرد در جنگ روسیه و ژاپن بود. این نبرد در بندر آرتور که پایگاه مهم نیروی دریایی روسیه در شبه جزیره لیائودونگ واقع در منچوری به حساب می آمد ، رخ داد.
پورت آرتور به عنوان یکی از مستحکم‌ترین قلاع و مواضع دفاعی عصر خویش شناخته می‌شد. هرچند ، طی نخستین جنگ چین و ژاپن، ژنرال نوگی ماره‌سوکه توانسته بود ظرف چند روز این قلعه را از چینی‌ها بگیرد. تجربه نخستین ژاپنی‌ها در پیروزی آنان بر روسها برای بار دوم تاثیر داشت ؛ اگرچه ، این بار تلفاتی بیش‌تر از حدّ انتظار بر آنها وارد آمد.
این نبرد شاهد تغییرات فراوانی در عرصه تجهیزات نظامی در اوایل قرن ۲۰ بود. جنگ افزارهای مدرنی هم‌چون خمپاره‌انداز ۲۸۰ میلی‌متری که قادر بود ۵۰۰ کیلوگرم مواد منفجره را به فاصله ۸ کیلومتر (۸ مایل) پرتاب کند. از سلاح‌های دیگر می توان به هویتزر ، مسلسل ماکسیم ، سیم خاردار ، لامپ قوسی ، نورافکن ، پارازیت رادیویی ، نارنجک ، سنگر و مین دریایی اشاره کرد.